# 加乐镇
加乐镇，是中华人民共和国海南省澄迈县下辖的一个乡镇级行政单位。

## 行政区划
加乐镇下辖以下地区：
加乐社区、加乐村、德润村、北统村、加茂村、产坡村、茅坡村、常树村、加朗村、加桐村和长岭村。